# Maria Mazzarello

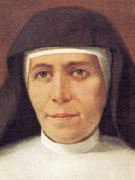
Maria Mazzarello

Maria Domenica Mazzarello (* 9. Mai 1837 in Mornese; † 14. Mai 1881 in Nizza Monferrato/Piemont) war Ordensfrau und wird von der römisch-katholischen Kirche als Heilige verehrt. Ihr zweiter Vorname wird je nach Sprachanlehnung mit Domenica oder Dominica wiedergegeben. Ihr Gedenktag ist der 13. Mai.

## Leben
Maria Mazzarello wuchs als Älteste von zehn Geschwistern in einer christlichen Familie auf. Schon als Kind führte sie ein intensives Gebetsleben und stand manchmal um zwei Uhr morgens auf, damit sie nach der Frühmesse pünktlich zur Arbeit im Weinberg oder auf dem Feld erscheinen konnte. Sie trat zunächst der von Don Domenico Pestarino (1817–1874) und Angela Maccagno gegründeten Gemeinschaft der Töchter der Immaculata bei, um Familien in Notsituationen zu helfen. 
1860 erkrankte sie bei einem Einsatz während einer Typhus-Epidemie selbst schwer und blieb davon körperlich beeinträchtigt. Gemeinsam mit ihrer Freundin Petronilla erlernte sie den Beruf der Schneiderin. Sie eröffneten im Dorf eine kleine Nähschule, mit dem Ziel, jungen Mädchen eine wirtschaftliche und religiöse Grundlage zu geben. 1863 nahm sie die ersten beiden Waisenkinder auf und begann mit einem Sonntagsoratorium.
Am 7. Oktober 1864 lernte Maria Mazzarello Don Bosco kennen. Sie war von seiner Arbeit so begeistert, dass sie mit ihm gemeinsam beschloss, eine Ordensgemeinschaft für Frauen als Ergänzung zu den Salesianern Don Boscos zu gründen. Don Bosco verfasste 1871 die Ordensregel für die Gemeinschaft, der ein Teil der Töchter der Immaculata beitrat. Am 5. August 1872 erfolgte die offizielle Gründung der Töchter Mariä, Hilfe der Christen (im deutschsprachigen Raum Don-Bosco-Schwestern genannt). Zwei Jahre später wurde Maria Mazzarello offiziell als Oberin der Gemeinschaft bestätigt. Am 28. August 1875 legte sie die feierliche Profess ab. 1876 wurde die Kongregation vom zuständigen Bischof der Diözese Acqui anerkannt. 
1877 sandte Sr. Maria die ersten Missionarinnen nach Uruguay aus. 1879 verlegte sie das Mutterhaus nach Nizza Monferrato und starb dort im Alter von nur 44 Jahren. Ihre Reliquien befinden sich in der Maria-Hilf-Basilika im Turiner Stadtteil Valdocco.
Ihre Arbeit stellte sie unter das Motto: „Habt Mut, fröhlich zu sein und alle eure Schwestern und die Mädchen fröhlich zu machen.“

## Selig- und Heiligsprechung

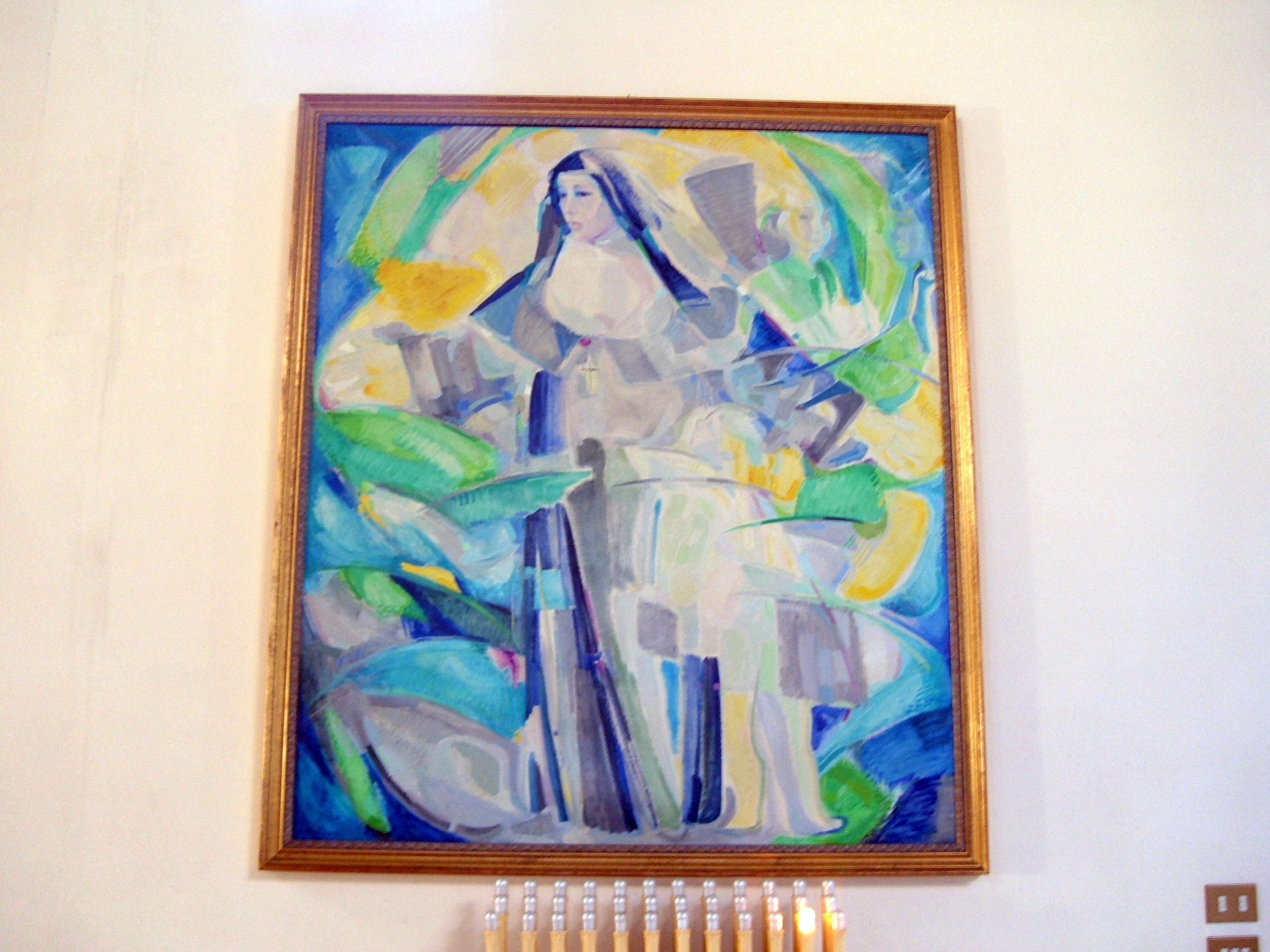
Gemälde der hl. Maria Mazzarello

Maria Dominika Mazzarello wurde am 20. November 1938 von Papst Pius XI. selig- und am 24. Juni 1951 von Papst Pius XII. heiliggesprochen.
Bislang sind ihr einige Kirchengebäude, Pfarreien oder Institute als Patronin geweiht. Neben der 1972 zum hundertjährigen Ordensjubiläum geweihten Kirche in Mornese-Mazzarelli sind dies:
- eine Pfarrei in Rom mit der zugehörigen Kirche, die 2001 zur Titelkirche für Kardinäle erhoben wurde;
- ein Institut in Palermo;
- eine Einrichtung der Don-Bosco-Schwestern in Asti.

Außerdem sind Straßen in Turin-Borgata Lesna, Mornese, San Cataldo, Tarent und Palermo nach ihr benannt.